# Podocarpus pendulifolius
Podocarpus pendulifolius är en barrträdart som beskrevs av J.T. Buchholz och Netta Elizabeth Gray. Podocarpus pendulifolius ingår i släktet Podocarpus och familjen Podocarpaceae. IUCN kategoriserar arten globalt som starkt hotad. Inga underarter finns listade i Catalogue of Life.